# Urospatha loefgreniana
Urospatha loefgreniana är en kallaväxtart som beskrevs av Adolf Engler. Urospatha loefgreniana ingår i släktet Urospatha och familjen kallaväxter. Inga underarter finns listade.